# Odi Stadium
Das Odi Stadium ist ein Fußballstadion mit Leichtathletikanlage im südafrikanischen Township Mabopane, Teil der City of Tshwane Metropolitan Municipality in der Provinz Gauteng. Mabopane liegt etwa 30 Kilometer nördlich von Pretoria, der Hauptstadt des Landes. Das Stadion wurde hauptsächlich für Fußballspiele genutzt. Es bietet 60.000 Zuschauern Sitzplätze.

## Geschichte
Das Odi Stadium wurde errichtet, als Mabopane Teil des formal unabhängigen Homelands Bophuthatswana war.
Das Odi Stadium ist, architektonisch gesehen, eines der ungewöhnlichsten Stadien der Welt. Die herausstechendsten Merkmale der Anlage sind das Design mit der Form des Stadions und der Anordnung der Tribünen. Die Sportstätte, ohne jede Überdachung, hat eine nahezu quadratische Grundfläche. Das Naturrasenspielfeld wird von der Leichtathletikanlage umschlossen. Die an den beiden Längsseiten wie auch in den Kurven hinter dem Tor befindlichen Ränge haben eine dreieckige Form. Auf dem Tribünenrand wurden umlaufend weitere quadratische Zuschauerblöcke auf einer Stahlkonstruktion montiert. Man betritt die Arena über eine der vier Zugangsrampen, die sich dann in weitere Gänge verzweigen. Vier Flutlichtmasten ragen senkrecht gen Himmel. Das Mmabatho Stadium in Mahikeng mit 59.000 Plätzen ist baugleich mit dem Odi Stadium.
In seiner Geschichte trugen mehrere Fußballvereine aus Pretoria, wie Mamelodi Sundowns, Pretoria City/Supersport United und die Arcadia Shepherds, Spiele aus. Mit der Zeit hat sich die Anlage zu einem Weißen Elefanten entwickelt. Der Fußballverein Garankuwa United stieg 2006 in die zweithöchste Spielklasse des Landes, die National First Division, auf. Der Verein zog in das größere Odi Stadium um. 2008 stieg Garankuwa United wieder ab und wechselte in das Pilditch Stadium.
Seitdem fand kein Fußballspiel mehr im Odi Stadium statt. Es ist heute sichtlich vom Verfall und Vandalismus gezeichnet. Das Stadion ist in einem Zustand, in dem es nicht mehr voll genutzt werden kann. Die bauliche Struktur ist angegriffen und es gibt weder Strom noch fließend Wasser. Es herrschen dort Gewalt, Kriminalität, Drogenhandel und -missbrauch. Die Metropolgemeinde veranstaltet dort nur noch Sportarten wie Volleyball, Leichtathletik oder Cricket. Die Metropolgemeinde muss darüber entscheiden, ob es renoviert wird oder ein Abriss erfolgt.